# George Killian's

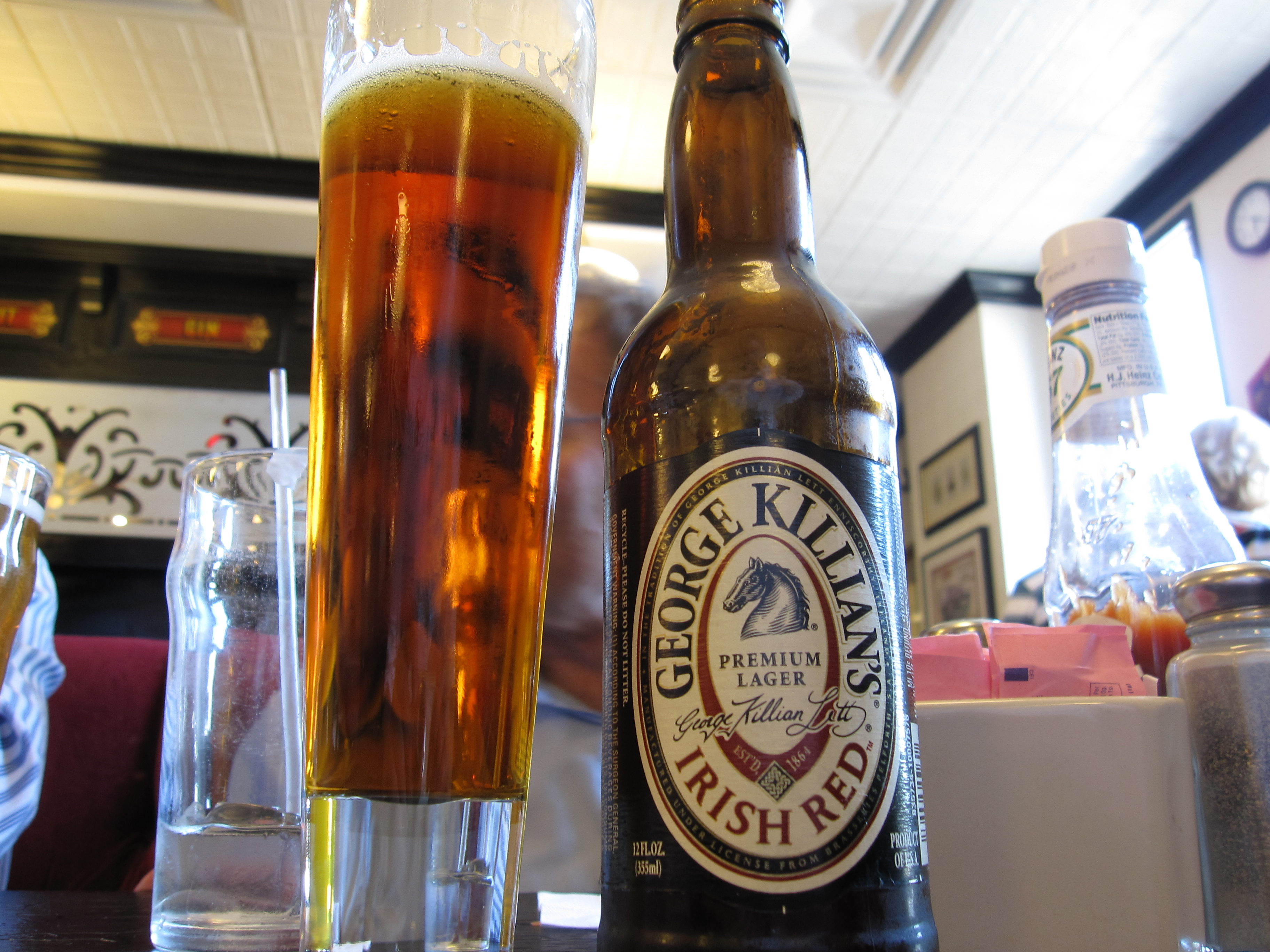
Une bière George Killian's (version USA) servie dans un verre.

La George Killian's ou plus simplement Killian's est une marque de bière rousse originaire d'Irlande, existant en au moins deux versions (française et américaine) de type différent mais revendiquant néanmoins chacune leur fidélité à une hypothétique « recette originale » censée avoir été créée par le brasseur George Killian Lett soit en 1864, soit en 1870.

## Histoire

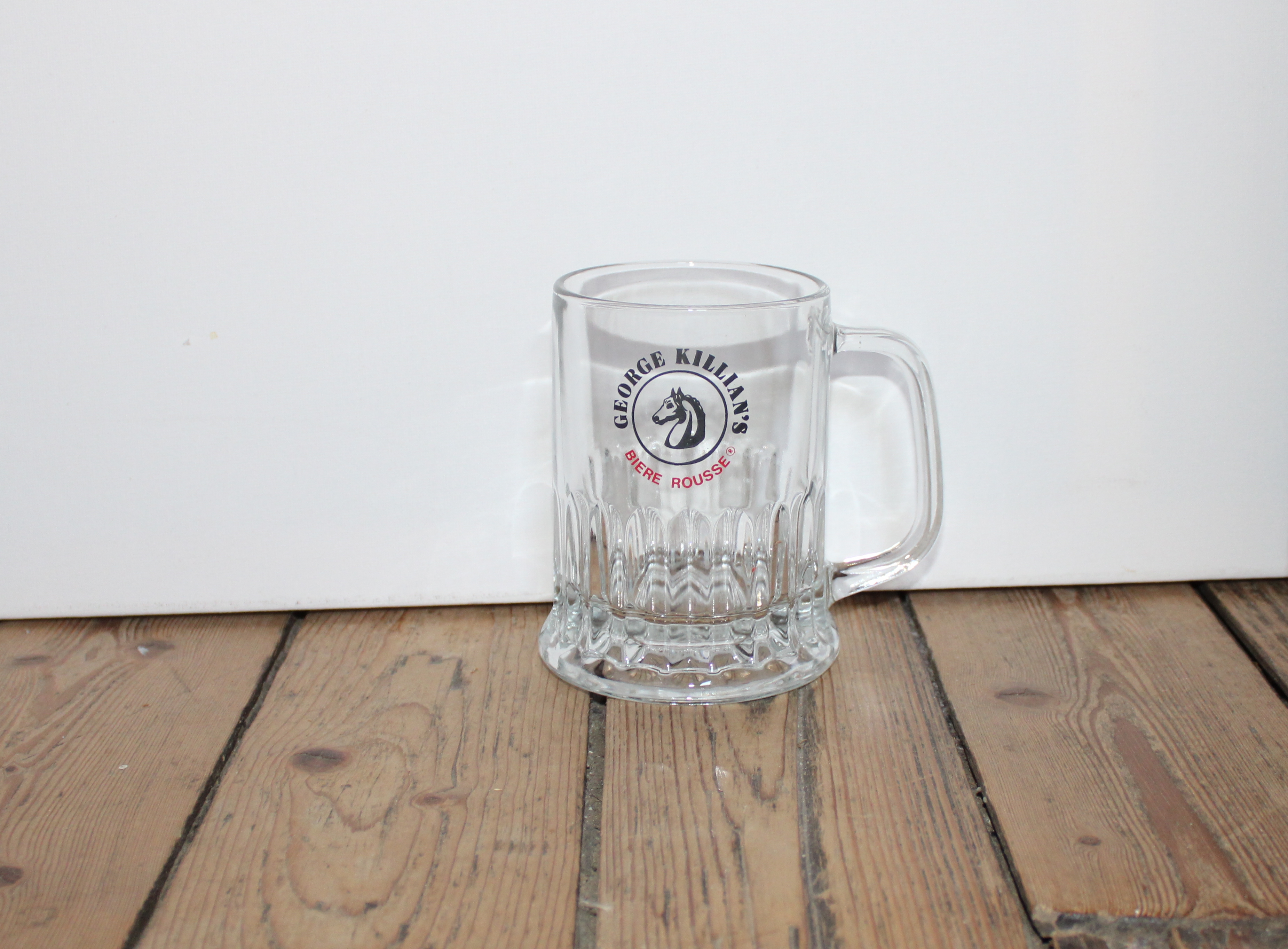
Vieille chope "George Killian's".

Une bière de ce nom a été produite à partir de 1864 à Enniscorthy par la brasserie Lett, jusqu'à sa fermeture en 1956.
Après la faillite de la brasserie familiale, la marque a été rachetée en 1975 par la brasserie Pelforth, devenue en 1988 filiale d'Heineken. L'usage de la marque pour le marché américain a été cédé au brasseur Coors en 1981.
Actuellement (avril 2015), le groupe Heineken brasse en France, sur ses sites de Schiltigheim (Brasserie de l'Espérance) et Marseille (Brasserie de la Valentine), une bière titrant 6,5 %. Lorsqu'elle était produite par la Française de Brasserie (Pelforth) il s'agissait d'une bière de fermentation haute, de composition inconnue. Le site actuel d'Heineken France ne précise ni la composition ni le mode de fermentation actuels.
Aux États-Unis il s'agit d'une bière de fermentation basse à 4,90% ; la composition et le lieu de production ne sont pas précisés.
Depuis mars / avril 2022, il est désormais impossible de s'en procurer, que ce soit sur internet ou dans la grande distribution.